# Cabrales-Passage
Die Cabrales-Passage (spanisch Pasaje Cabrales; in Argentinien Pasaje Trinquete) ist eine rund 800 m breite Meerenge vor der Danco-Küste des Grahamlands auf der Antarktischen Halbinsel. Sie liegt zwischen dem Leniz Point und Bruce Island und führt von der Gerlache-Straße zum Argentino-Kanal.
Chilenische Wissenschaftler benannten sie nach dem Seemann Gaspar Cabrales (1864–1879), der beim Untergang der Korvette Esmeralda in der Seeschlacht vor Iquique am 21. Mai 1879 ums Leben gekommen war.